# Modrica
Modrica (cyr. Модрица) – wieś w Serbii, w okręgu rasińskim, w mieście Kruševac. W 2011 roku liczyła 774 mieszkańców.